# 비교 우위
비교우위(比較優位 영어: comparative advantage)란 국제 무역에서 한 나라의 어떤 재화가 비록 상대국의 것에 비해 절대우위에서 뒤처지더라도 생산의 기회비용을 고려하였을 때 상대적인 우위를 지닐 수 있다는 개념이다. 
비교우위는 비록 한 국가의 모든 재화가 상대국보다 절대우위에 있더라도 상호 무역을 통해 이익을 창출할 수 있는 이유를 설명한다. 고전경제학 경제학자인 데이비드 리카도에 의해 개념이 정립되었다.

## 개요
1815년 로버트 토런은 곡물법에 대한 논문에서 비교우위개념을 최초로 도입하였다. 그는 이 논문에서 잉글랜드가 비록 곡물 생산력이 폴란드에 비해 뒤처지더라도 폴란드로 곡물을 수출하는 것이 유리하다고 주장하였다.
1817년 데이비드 리카도는 토런의 주장을 확대하여 그의 저서 《정치경제학과 과세 개론》에 비교우위론을 수록하였다. 리카도는 잉글랜드와 포르투갈간의 교역을 예로 들었다. 즉, 포르투갈이 포도주와 옷감을 모두 잉글랜드보다 적은 비용으로 생산할 수 있는 반면, 잉글랜드는 포도주 생산에는 막대한 비용이 들고 옷감 생산은 비교적 적은 비용이 든다고 할 때, 절대우위만을 고려하면 잉글랜드는 무역으로 이익을 볼 수 없으나 생산에 관련된 제반 비용을 고려하면 포르투갈은 더 큰 이익이 남는 포도주를 수출하고 잉글랜드는 포도주를 포기하는 대신 옷감을 수출하여 상호 이익을 볼 수 있다. 그는 이와 같이 국가마다 비교 우위에 있는 재화와 용역을 특화하여 생산하여야 한다고 주장하였다.

## 사례
다음의 사례는 비교우위론에 입각하여 교역 쌍방이 이익을 볼 수 있는 예제이다. 예제 중 강조된 부분은 예제 끝에 별도로 설명하였다.

### 사례 1
이웃한 두 섬에 각각 한 명씩 사람이 살고 있다고 하자. 두 사람은 생존을 위해 물을 찾고 물고기를 잡으며 거처를 마련하고 관리하여야 한다. 한 사람은 젊고 건강하며 교육을 받아 모든 면에서 다른 사람보다 쉽고 빠르게 일을 할 수 있는 반면, 다른 한 사람은 늙고 허약하여 느리고 힘들게 일을 하여야 하는 상황이다. 두 사람이 생존을 위해 해야하는 경제 활동을 비교해 보면 어떤 것은 그 차이가 매우 큰 반면 어떤 것은 차이가 적은 것도 있을 것이다.
이 때 두 사람이 따로 떨어져 모든 경제 활동을 독자적으로 하는 것보다는, 서로 잘 할 수 있는 부분을 생산하고 교환하는 것이 둘 모두에게 이득이 된다. 즉 성과 차이가 큰 일은 젊은이가 하고 그 동안에 노인은 그나마 잘할 수 있는 것을 하여 교환하면 둘다 전체 노동 시간을 줄이고 더욱 풍족하게 살 수 있다.

### 사례 2
국가적 사례를 비교하기 위해 같은 규모의 두 나라 북국과 남국이 있다고 하자. 이 두 나라는 모두 음식과 옷을 생산한다.
두 나라가 모든 자원을 음식 생산에 투입할 때 생산량이 다음과 같다고 하자.
- 북국: 100 톤
- 남국: 200 톤

두 나라가 모든 자원을 옷에 투입한다면 생산량이 다음과 같다고 하자.
- 북국: 100톤
- 남국: 100톤

이제 사례의 고찰을 간단히 하기 위해 두 생산품의 생산 기회비용은 일정하고 두 나라 모두 완전 고용상태라 가정하고, 한 나라의 모든 생산 요소는 오직 두 산업에만 투입되며 국외로 유출되지 않는 것으로 한다. 또한 상품의 가격은 완전 경쟁에 의해 결정되는 것으로 한다.
위와 같이 가정할 때 남국은 음식 생산에서 북국에 대해 절대우위에 있다. 한편 옷은 동등한 경쟁력을 갖는다. 절대 우위만을 고려한다면 북국은 무역을 통해 아무런 이득을 얻을 수 없다. 그러나 기회 비용을 고려하면 두 나라의 생산량을 조절함으로 써 양국 모두 이익을 얻을 수 있다.
북국은 음식 1톤당 옷 1톤의 기회 비용의 발생하며 결국 두 산업의 기회 비용은 동등하다. 그러나, 남국의 음식 1톤 당 기회 비용은 옷 0.5 톤으로 옷 1톤을 생산하기 위해서는 음식 2톤을 생산할 수 있는 자원을 소비하여야 한다. 즉, 북국은 옷에, 남국은 음식 생산에 비교 우위가 있다.
이상의 것을 표로 나타내 본다. 우선 양국이 무역없이 동등한 기회 비용으로 두 재화를 생산할 경우는 아래와 같다.
|      | 음식 | 옷  |
| ---- | ---- | --- |
| 북국 | 50   | 50  |
| 남국 | 100  | 50  |
| 합계 | 150  | 100 |

이제 상호 비교 우위에 있는 상품만을 생산하여 교역한다고 하면 다음의 표와 같다.
|      | 음식 | 옷  |
| ---- | ---- | --- |
| 북국 | 0    | 100 |
| 남국 | 200  | 0   |
| 합계 | 200  | 100 |

위와 같이 하면 양국이 무역 없이 독자적으로 생산할 때보다 음식의 총 생산량이 늘어난다. 이제 북국이 50 톤의 옷을 남국에 수출하고 남국이 75톤의 음식을 북국에 수출하면 소비량은 다음과 같다.
|      | 음식 | 옷  |
| ---- | ---- | --- |
| 북국 | 75   | 50  |
| 남국 | 125  | 50  |
| 합계 | 200  | 100 |

이와 같이 하면 양국 모두 독자적으로 생산할 때보다 많은 양의 재화를 소비할 수 있게 되어 이익을 얻는다. 위 예에서 무역을 통해 양국은 음식에서 25 톤의 이익을 얻었다.
- 사례 2의 보론
  - 두 국가, 두 상품: 더 많은 국가와 상품을 고려하여도 같은 결과를 얻을 수 있으나 간략하게 설명하기 위해 제한하였다.
  - 같은 규모: 이 역시 설명의 간략화를 위한 것이다.
  - 완전 고용: 만약 어느 한 쪽이 완전 고용 상태가 아니라면 비교 우위 항목이 달라질 수 있다.
  - 일정한 기회 비용: 더 많은 상품을 고려할 경우 각각의 기회비용은 더욱 세분화 될 수 있으나 위의 경우 단 두개의 상품만을 고려하므로 한 국가에서 두 상품 간의 기회 비용은 언제나 일정하게 된다.
  - 국내에 국한된 모든 생산 요소: 이 제한 조항은 양국간에 자본, 노동 등이 교환될 경우 이에 따른 비용도 계산해야하는 복잡함을 피하기 위한 것이다.

### 예제의 출처
이상의 예제는 폴 새뮤얼슨의 저서 《경제학》에 수록된 예제를 바탕으로 한 것이다. 원저에서는 두 도시간의 교역을 다루었으나 이 예제에서는 국가 간 교역을 대상으로 하였다.

## 비판
경제학자 장하준은 그의 저서 《사다리 걷어차기》에서 선진국과 후진국 및 개발도상국 간의 무역에서 비교우위론은 선진국의 발달된 산업의 이익만을 지지하고 있다고 비판하였다. 그는 이 책에서 고전경제학자들의 비교우위론에 입각한 자유 무역이 실은 압도적인 기술 우위에 입각한 선진국의 이익을 보호하기 위한 것이며, 영국, 미국을 비롯한 선진국 역시 그들의 유치 산업이 경쟁력을 확보할 때까지 보호 무역 제도를 유지하여 발전하였다고 지적하였다. 비교우위론에 따르면 농업에 비교 우위가 있는 국가는 굳이 자국의 공업 발전을 도모하기보다 공업 선진국의 제품을 수입하는 것이 유리하다고 할 것이나, 현실의 역사에서 이와 같은 산업 분업은 후진국의 경제를 고착시키는 타성으로 작용하였으며, 대한민국, 일본, 중화민국 등 아시아권 국가 뿐만 아니라, 독일, 스웨덴, 벨기에와 같은 유럽권 국가 등 경제 발전에 성공한 거의 모든 국가들의 성공요인은 비교 우위에 입각한 자유 무역이 아니라 유치 산업의 보호 육성이었다.

## 같이 보기
- 자원의 저주

## 참고 문헌
- Samuelson, Paul A.; William D Nordhaus (2004). Economics. McGraw-Hill. ISBN 0-07-287205-5.
- 장하준(2002). 《사다리 걷어차기》: 선진국들의 성장 신화 속에 숨겨진 은밀한 역사, 부키, ISBN 978-89-85989-69-5.
- 장하준(2008). 《나쁜 사마리아인들》: The Myth of Free Trade and the Secret History of Capitalism, Bloomsbury Press.
- Ronald Findlay (1987). "comparative advantage," The New Palgrave: A Dictionary of Economics, v. 1, pp. 514-17.
- Hardwick, Khan and Langmead (1990). An Introduction to Modern Economics - 3rd Edn
- A. O'Sullivan & S.M. Sheffrin (2003). Economics. Principles & Tools.